# Escuela Secundaria Dr. Michael M. Krop
La Escuela Secundaria Dr. Michael M. Krop (Dr. Michael M. Krop Senior High School) es una escuela secundaria (high school) en Ives Estates una área no incorporada en el Condado de Miami-Dade, Florida, cerca de la frontera de los condados de Miami-Dade y Broward. Como parte de las Escuelas Públicas del Condado de Miami-Dade (MDCPS por sus siglas en inglés), la secundaria sirve a Ives Estates, Aventura, y partes de North Miami Beach.

## Historia
La secundaria, que se abrió en 1998, fue nombrada en honor a ortodoncista y miembro de la junta escolar de MDCPS, Dr. Michael M. Krop. Hubo controversia desde Krop seguía siendo un miembro de la junta.
La apertura de la secundaria Krop aliviado otras escuelas secundarias en el noreste del Condado de Dade. En 1998 tenía aproximadamente 1.500 estudiantes, y en 2012 tenía aproximadamente 2.700 estudiantes. Tiene muchas "academias" para preparación para la universidad y el programa magnet STAR (Students Training in the Arts Repertory) para las artes escénicas.
Antes de 2001 sirvió Sunny Isles Beach y Golden Beach. La apertura de la Escuela Secundaria Alonzo y Tracy Mourning aliviado la secundaria Krop.

## Exalumnos
- Trayvon Marton (por el grado 11)[10]